# Capella del Popolo
La Capella del Popolo o del Pòpul és una església de Manresa (Bages) protegida com a bé cultural d'interès local.

## Descripció
És una capella de petites proporcions, d'una nau, amb volta rebaixada. La façana té el portal d'accés en arc de mig punt dovellat, flanquejat per dues finestrelles en arc, amb un guardapols comú a totes les obertures. L'obra és estucada simulant carreus.

## Història
La Mare de Déu del Pòpul (originalment en italià del Popolo) és una devoció importada de Roma en els segles XV o XVI. Segons la tradició existia una imatge de la Verge sota la Plaça Major i amb el temps fou protegida amb diversos elements. El 1889 fou restaurada la capella.